# Bergtjärnen (Töre socken, Norrbotten)
Bergtjärnen är en sjö i Kalix kommun i Norrbotten och ingår i Töreälvens huvudavrinningsområde.